# Blumenau
Blumenau, amtlich portugiesisch Município de Blumenau, ist eine brasilianische Großstadt im Bundesstaat Santa Catarina, in der Südregion von Brasilien.
Blumenau hatte 2010 laut einer Volkszählung 309.011 Einwohner, die Blumenauer oder portugiesisch blumenauenses genannt werden. Die Einwohnerschätzung vom 1. Juli 2021 laut IBGE betrug anwachsend 366.418 Bewohner auf einer Fläche von 518,5 km². Sie steht an dritter Stelle der 295 Gemeinden in Santa Catarina.

## Geographie

### Lage
Blumenau liegt etwa 50 Kilometer von der Küste des Atlantiks entfernt, zwischen Joinville im Norden und der Hauptstadt Florianópolis im Süden, im Tal des Itajaí. Durch die hügelige Umgebung sowie den Fluss ist die bewohnbare Fläche sehr begrenzt. Die Stadt hat wie zur Zeit ihrer Gründung auch heute noch mit schweren Überschwemmungen und Hochwasser von bis zu 17,1 Meter zu kämpfen.

### Klima
|                        | Jan   | Feb   | Mär   | Apr   | Mai  | Jun   | Jul  | Aug   | Sep   | Okt   | Nov   | Dez   |   |      |
| Mittl. Temperatur (°C) | 24,7  | 24,4  | 23,0  | 20,9  | 18,1 | 16,4  | 16,1 | 16,9  | 18,3  | 20,0  | 22,0  | 23,1  | ⌀ | 20,3 |
| Mittl. Tagesmax. (°C)  | 29,3  | 28,9  | 27,6  | 25,7  | 23,0 | 21,3  | 21,1 | 21,5  | 22,5  | 24,1  | 26,3  | 27,6  | ⌀ | 24,9 |
| Mittl. Tagesmin. (°C)  | 20,2  | 20,0  | 18,5  | 16,2  | 13,2 | 11,5  | 11,1 | 12,3  | 14,2  | 16,0  | 17,7  | 18,6  | ⌀ | 15,8 |
|                        |       |       |       |       |      |       |      |       |       |       |       |       |   |      |
| Niederschlag (mm)      | 187,0 | 190,0 | 145,0 | 109,0 | 99,0 | 103,0 | 76,0 | 106,0 | 128,0 | 142,0 | 116,0 | 139,0 | Σ | 1540 |

| 20,2 |

| 20,0 |

| 18,5 |

| 16,2 |

| 13,2 |

| 11,5 |

| 11,1 |

| 12,3 |

| 14,2 |

| 16,0 |

| 17,7 |

| 18,6 |

| 20,2 |

| 20,0 |

| 18,5 |

| 16,2 |

| 13,2 |

| 11,5 |

| 11,1 |

| 12,3 |

| 14,2 |

| 16,0 |

| 17,7 |

| 18,6 |

| N i e d e r s c h l a g | 187,0 | 190,0 | 145,0 | 109,0 | 99,0 | 103,0 | 76,0 | 106,0 | 128,0 | 142,0 | 116,0 | 139,0 |
|                         | Jan   | Feb   | Mär   | Apr   | Mai  | Jun   | Jul  | Aug   | Sep   | Okt   | Nov   | Dez   |

Das Klima von Blumenau ist subtropisch. Nach der Klimaklassifikation nach Köppen und Geiger hat die Stadt ein warmgemäßigtes Regenklima Cfa. Blumenau liegt wie der ganze Bundesstaat Santa Catarina südlich des südlichen Wendekreises, daher gibt es milde Südwinter und warme, feuchte Südsommer. Die Jahresmitteltemperatur beträgt 20,3 °C.

## Geschichte
Die Stadt wurde 1850 von deutschen Einwanderern unter Leitung des Apothekers Hermann Blumenau in der damaligen Provinz Santa Catarina gegründet. Sie ist neben Joinville und Brusque eines der drei Zentren der deutschen Kolonisation in Santa Catarina. Die von 1893 bis 1941 erschienene Zeitung Der Urwaldbote gehörte zu den verbreitetsten deutschsprachigen Zeitungen in Brasilien. 
Die bei vielen Besuchern beliebten Fachwerkhäuser (z. B. Prefeitura Municipal, Casa Moellmann) stammen allerdings meist aus neuester Zeit. Zudem handelt es sich bei den meisten moderneren Gebäuden nicht um echtes Fachwerk, sondern um rein optische Dekorationen der Fassaden der Betonbauten im Fachwerk-Look.

## Bevölkerung

### Bevölkerungsentwicklung
| Jahr | Einwohner | Stadt   | Land   |
| ---- | --------- | ------- | ------ |
| 1900 | 35.421    | ?       | ?      |
| 1920 | 72.213    | ?       | ?      |
| 1940 | 41.178    | 14.640  | 26.538 |
| 1950 | 48.108    | 24.443  | 23.665 |
| 1960 | 67.092    | 48.014  | 19.078 |
| 1970 | 100.275   | 86.492  | 13.783 |
| 1980 | 157.251   | 146.028 | 11.223 |
| 1991 | 212.025   | 186.327 | 25.698 |
| 2000 | 261.808   | 241.943 | 19.865 |
| 2010 | 309.214   | 294.968 | 14.246 |
| 2021 | 366.418   | ?       | ?      |

Quelle: IBGE (2011)

### Ethnische Zusammensetzung
Ethnische Gruppen nach der statistischen Einteilung des IBGE (Stand 1991 mit 212.025 Einwohnern, Stand 2000 mit 261.808 Einwohnern, Stand 2010 mit 309.011 Einwohnern): Von diesen lebten 2010 265.145 Einwohner im städtischen Bereich und 12.534 im ländlichen Raum.
| Gruppe      | Anteil 1991 | Anteil 2000 | Anteil 2010 | Anmerkung                       |
| ----------- | ----------- | ----------- | ----------- | ------------------------------- |
| Brancos     | 203.532     | 247.527     | ▲ 277.680   | Weiße, Nachfahren von Europäern |
| Pardos      | 5.946       | 9.171       | ▲ 25.186    | Ethnisch Gemischte, Mestizen    |
| Pretos      | 1.884       | 3.042       | ▲ 4.838     | Schwarze                        |
| Amarelos    | 215         | 252         | ▲ 961       | Asiaten                         |
| Indígenas   | 100         | 340         | ▲ 345       | indigene Bevölkerung            |
| ohne Angabe | 348         | 1.476       | –           |                                 |

### Sprachen
| Deutsch (ausschließlich)       | 81  |
| Italienisch (ausschließlich)   | 17  |
| Deutsch und Portugiesisch      | 5   |
| Deutsch und Polnisch           | 4   |
| Portugiesisch (ausschließlich) | 4   |
| Deutsch und Italienisch        | 1   |
| Insgesamt                      | 112 |

Ungefähr in den ersten 100 Jahren nach der Gründung der Kolonie war Deutsch die vorherrschende Sprache in Blumenau. Sie wurde zunächst als einzige Sprache verwendet, da die ersten Kolonisten ausschließlich aus Deutschland kamen.
Mit zunehmender Einwanderung aus anderen europäischen Ländern und brasilianischer Binnenwanderung wurden in Blumenau auch andere Sprachen, insbesondere Italienisch und Polnisch, vermehrt gesprochen. Sie waren aber auf die jeweiligen Einwanderer begrenzt. Als lingua franca galt in Blumenau und der ganzen Region Deutsch. Die deutschsprachigen Auswanderer und deren Nachfahren verfügten über eine gute Infrastruktur aus Schulen, Vereinen, Theatern und ähnlichen Einrichtungen.
Eine Vorstellung davon, welche Bedeutung Deutsch auch zwei Generationen nach Gründung der Kolonie hatte, vermittelt nebenstehende Tabelle, die die Anzahl der Schulen Blumenaus nach Verwendung der Unterrichtssprache angibt.
Mit der Politik des Estado Novo zwischen 1937 und 1954 unter dem mit diktatorischen Vollmachten ausgestatteten Präsidenten Getúlio Vargas wurde in Brasilien eine Nationalisierungskampagne durchgeführt, die auch die deutschsprachige Gemeinschaft betraf, da der Staat den Assimilierungsprozess forcierte. Als Brasilien am 22. August 1942 auf Seiten der Alliierten in den Zweiten Weltkrieg eintrat, verschärfte sich die Situation für die deutschsprachige Bevölkerung nochmals. Schulen, in denen auf Deutsch unterrichtet wurde, wurden geschlossen, die Verwendung der deutschen Sprache wurde verboten und das Portugiesische hielt auch in Blumenau Einzug. Obwohl heute Portugiesisch die vorherrschende Sprache in Blumenau ist, hat sich in Teilen der Bevölkerung Deutsch als Umgangssprache erhalten.

### Religion
Bistum Blumenau

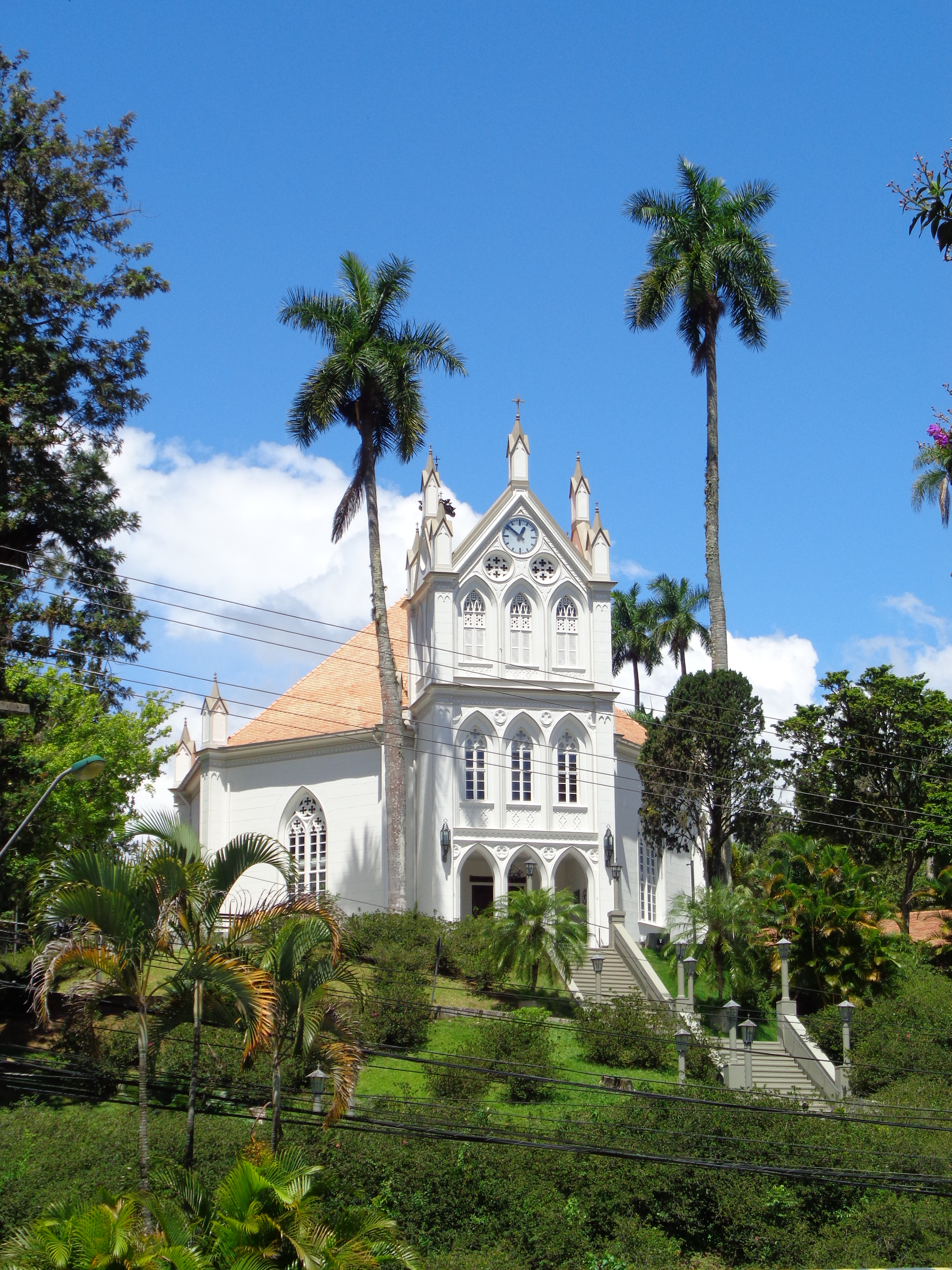
Evangelische Kirche in Blumenau

Blumenau ist Sitz einer römisch-katholischen Diözese, die am 19. April 2000 aus Gebieten des Erzbistums Florianópolis und der Diözesen Joinville und Rio do Sul gegründet wurde.

## Wirtschaft

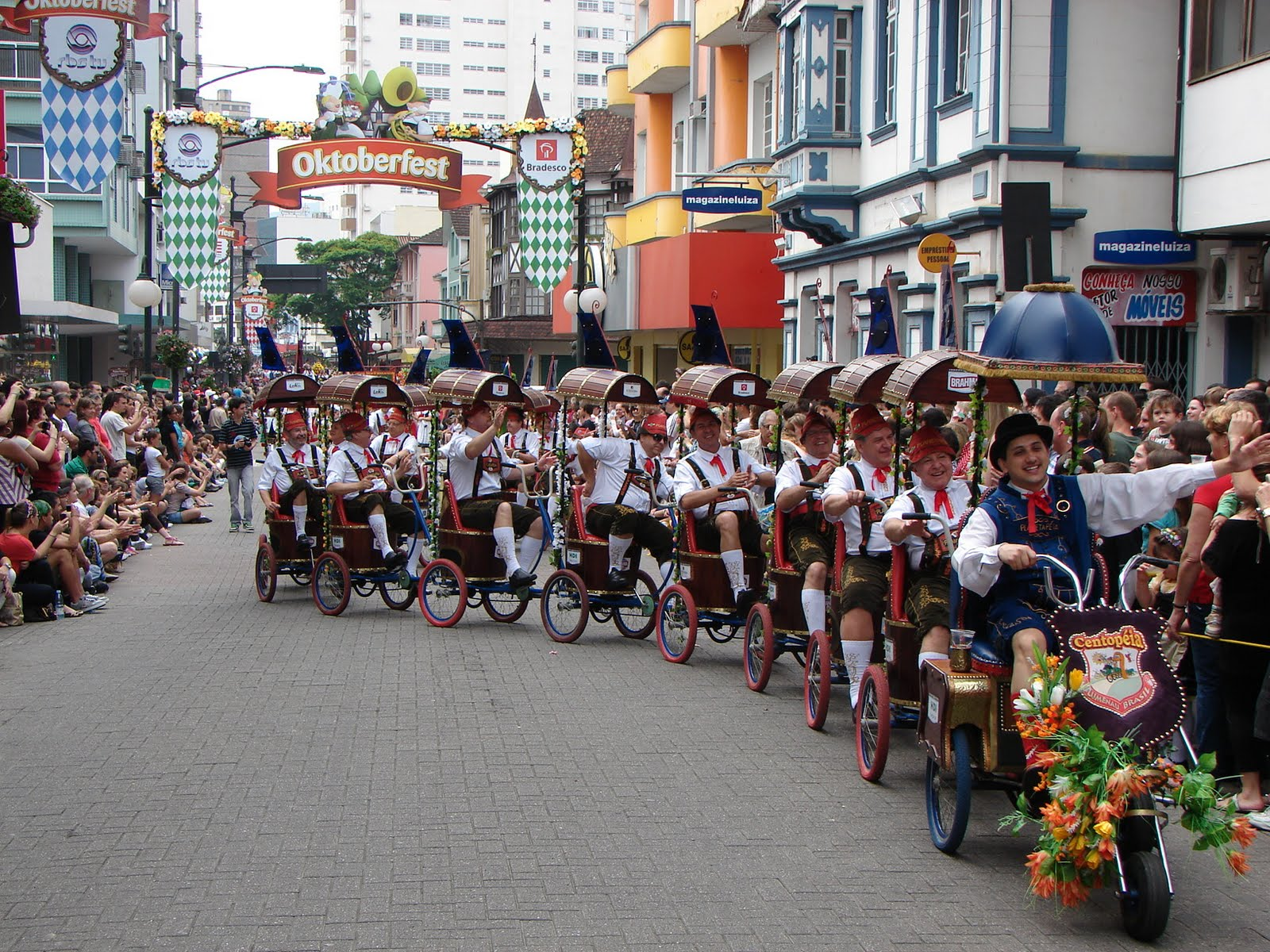
Festzug beim Oktoberfest 2011

### Industrien und Unternehmen
Einer der wichtigsten Wirtschaftszweige ist die Textilindustrie. So produziert unter anderem das im Jahr 1880 von deutschen Einwanderern gegründete Unternehmen Hering in Blumenau vor allem für den brasilianischen Markt.
Des Weiteren haben sich in den letzten Jahren verstärkt Firmen aus der Informations- und Kommunikationsbranche in der Stadt angesiedelt. Die Brauerei Eisenbahn produziert in Blumenau Bier, das nach dem deutschen Reinheitsgebot gebraut und von der Schincariol-Gruppe in ganz Brasilien vertrieben wird.
Neben dem Tourismus und der Textilindustrie gilt auch die Porzellanindustrie als ein weiterer wichtiger Wirtschaftsbereich. Zusätzlich ist die Stadt der wichtigste Finanzplatz im Bundesstaat Santa Catarina.

### Tourismus

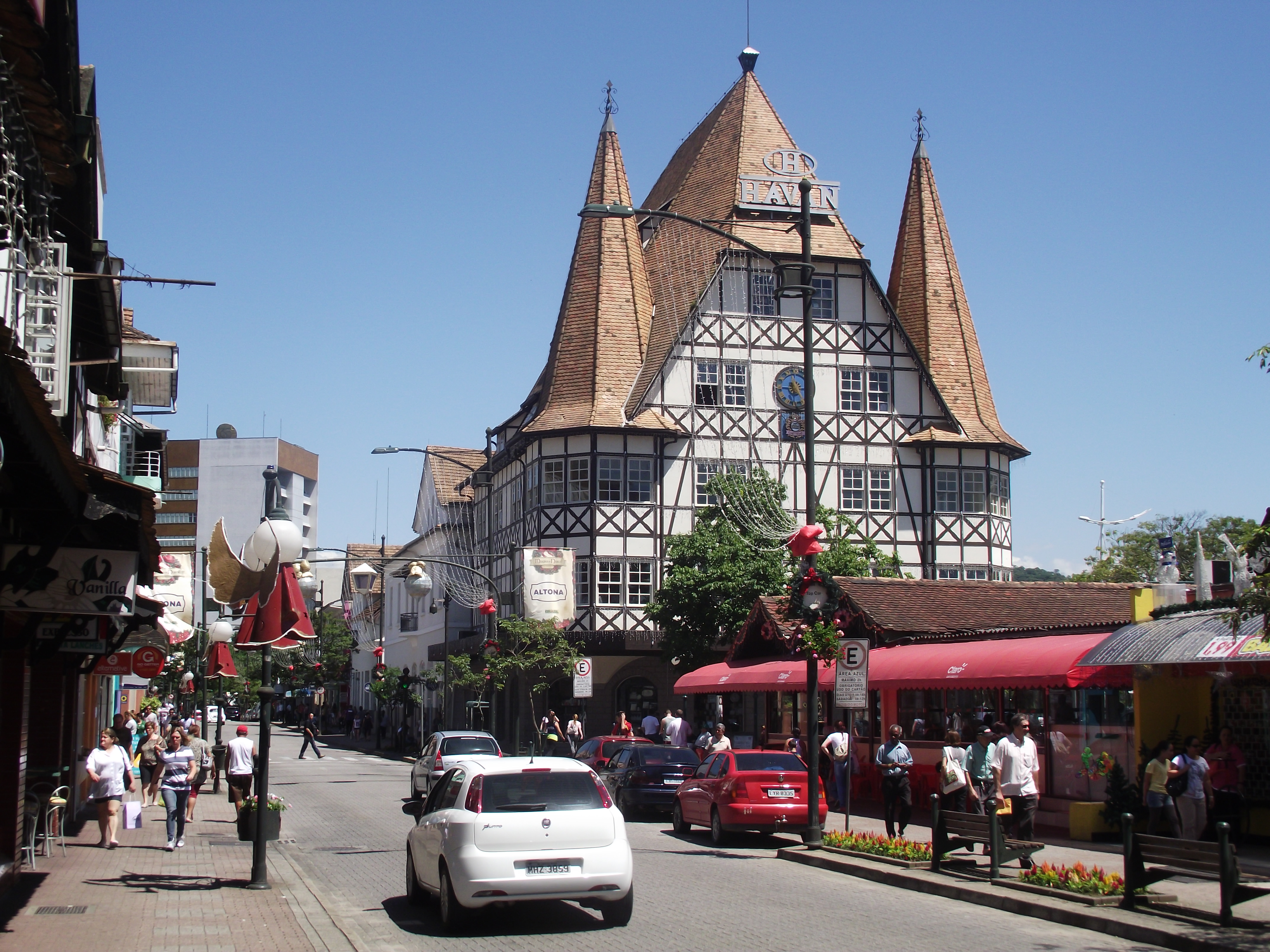
Haus Moellmann in Blumenau

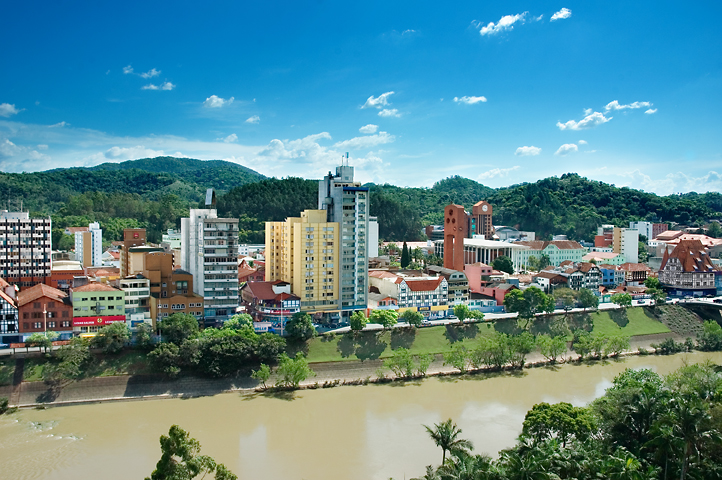
Rio Itajaí-Açu mit Blick auf die untere Stadt

Ein wichtiger Wirtschaftsbereich für die Stadt wie auch für die gesamte Region ist der Tourismus, dessen Schwerpunkt in dem für Brasilien eher untypischen Angebot an deutscher Gastronomie und Kultur liegt. 1984 wurde in Anlehnung an das Münchener Oktoberfest das erste Oktoberfest in Blumenau abgehalten. Anlass hierfür war der Bedarf an Finanzmitteln für die notwendigen Wiederaufbaumaßnahmen nach der großen Überschwemmung 1983. In den letzten Jahren hat sich das Fest mit über 600.000 Besuchern als das nach dem Karneval in Rio de Janeiro zweitgrößte Volksfest Brasiliens etabliert. Dies hat den Bekanntheitsgrad der Stadt auch in Deutschland gesteigert, was auch im Hinblick auf den Tourismus von Bedeutung ist.
Zur Attraktivität tragen auch die mit Fachwerkfassaden versehenen Gebäude bei. Das 1978 eröffnete Haus Moellmann ist ein vergrößerter Nachbau des 1484 erbauten Rathauses von Michelstadt im Odenwald in Hessen.

## Städtepartnerschaften
- Campinas, Brasilien
- Petrópolis, Brasilien
- Bariloche, Argentinien
- Osorno, Chile
- Macapá, Brasilien
- Posadas, Argentinien
- Weingarten, Deutschland
- Covilhã, Portugal (Kooperationsabkommen)[8]

## Persönlichkeiten

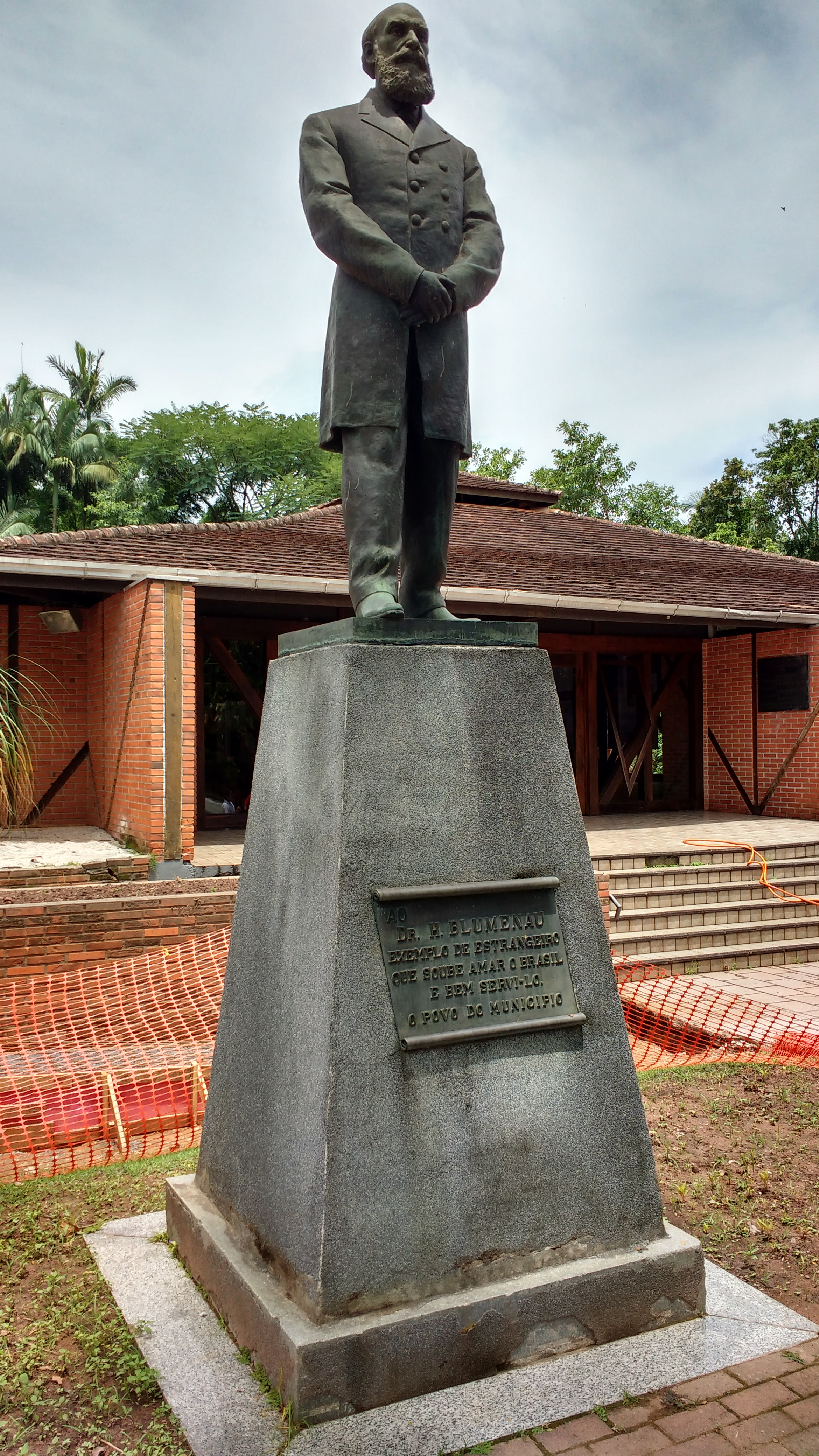
Standbild Hermann Blumenaus vor dem nach ihm benannten Mausoleum

### Ehrenbürger
- Jutta Blumenau-Niesel (* 1937), Urenkelin des Stadtgründers

### Söhne und Töchter der Stadt
- Theo Balden (1904–1995), Bildhauer
- Armin Zimmermann (1917–1976), Generalinspekteur der Bundeswehr
- Jair de Jesús Pereira (* 1949), Fußballspieler
- Vera Fischer (* 1951), Schauspielerin
- Wolfgang Fenske (* 1956), Pfarrer, Theologe und Autor
- Marcelo da Veiga (* 1960), Gründungsrektor der Alanus Hochschule für Kunst und Gesellschaft
- Marcelo Greuel (* 1963), Radrennfahrer
- Ana Moser (* 1968), Volleyballspielerin
- Chris (* 1978), Fußballspieler
- Rafael Schmitz (* 1980), Fußballspieler
- Diego Viana (* 1983), Fußballspieler
- Tiago Splitter (* 1985), Basketballspieler
- Eduarda Amorim (* 1986), Handballspielerin
- Jardel Capistrano (* 1989), Fußballspieler
- Paulinho (* 1989), Fußballspieler
- Renan Wagner (* 1991), Fußballspieler
- Rudolph Hackbarth (* 1994), Handballspieler
- Nathan (* 1996), Fußballspieler

### Mit der Stadt verbundene Personen
- Hermann Blumenau (1819–1899), Gründer der Stadt
- Fritz Müller (1821–1897), Naturbeobachter und Biologe
- Julius Scharlach (1842–1908), Hamburger Anwalt und Förderer der Verkehrsanbindungen Blumenaus an den Südatlantik
- Martin Drewes (1918–2013), deutscher Pilot und Luftfahrtautor